# آدم سميث (لاعب كرة قدم أمريكية)
آدم سميث (بالإنجليزية: Adam Smith)‏ هو لاعب كرة قدم أمريكية أمريكي، ولد في 9 أبريل 1990 في مورفريسبورو في الولايات المتحدة.